# Jama Movile
Jama Movile (romunsko Peștera Movile) je jama v Romuniji v bližini črnomorskega mesta Mangalia. Slovi kot prvi odkriti podzemni ekosistem, temelječ na kemosintezi.
Leži 18 metrov pod površjem in nima naravnih vhodov. Njen najstarejši del se je oblikoval v poznem miocenu, stik s površjem pa se je prekinil v kvartarju (pred 2,5 milijona let). Odkrili so jo leta 1986 med geološkimi raziskavami tal, na katerih so načrtovali izgradnjo elektrarne.
Mreža vodoravnih rovov skupne dolžine okoli 240 metrov se razteza na dveh nivojih, od katerih je zgornji suh, spodnji pa delno poplavljen. Stalna temperatura v jami je 21 °C, koncentracija kisika v spodnjih plasteh zraka je dva- do trikrat manjša kot na površju (7–16 %), ogljikovega dioksida pa okoli stokrat večja (1,5–3,5 %). V zraku in vodi je visoka vsebnost vodikovega sulfida, metana in amonija.
Z neprepustnimi plastmi gline je jama Movile popolnoma izolirana od površinske vode, v stiku pa je s termomineralno arteško vodo, shranjeno na globini več sto metrov. V tako zapečateno jamo ne prehajajo organske snovi s površja, ki so osnova prehranjevalnih spletov v večini jam; namesto tega primarno produkcijo vršijo kemoavtotrofne bakterije z oksidacijo vodikovega sulfida, metana in z nitrifikacijskimi procesi. Z biofilmi teh bakterij se prehranjujejo številni vodni in kopenski organizmi, z le-temi pa druge, plenilske živali. V jami je doslej popisanih 53 vrst nevretenčarjev, od tega je 37 vrst endemičnih, znanih samo s te lokacije.
Jama je strogo zavarovana in dostopna samo za znanstvene raziskave. Zaradi zmanjševanja zunanjih vplivov je vhodni jašek zaprt z zrakotesnim pokrovom, dovoljenje za dostop pa se izda le nekaj znanstvenikom na leto.